# National Association 1874
National Association of Professional Base Ball Players 1874 var den fjerde sæson i baseballligaen National Association of Professional Base Ball Players. Otte hold deltog i ligaen, som for tredje gang i træk blev vundet af Boston Red Stockings.

## Resultater
| Plac. | Hold                         | Kampe | Vundne | Uafgj. | Tabte | Proc.  |
| ----- | ---------------------------- | ----- | ------ | ------ | ----- | ------ |
| 1.    | Boston Red Stockings         | 71    | 52     | 1      | 18    | 74,3 % |
| 2.    | New York Mutuals             | 65    | 42     | 0      | 23    | 64,6 % |
| 3.    | Philiadelphia Athletics      | 55    | 33     | 0      | 22    | 60,0 % |
| 4.    | Philadelphia White Stockings | 58    | 29     | 0      | 29    | 50,0 % |
| 5.    | Chicago White Stockings      | 59    | 28     | 0      | 31    | 47,5 % |
| 6.    | Brooklyn Atlantics           | 56    | 22     | 1      | 33    | 40,0 % |
| 7.    | Hartford Dark Blues          | 53    | 16     | 0      | 37    | 30,2 % |
| 8.    | Baltimore Canaries           | 47    | 9      | 0      | 38    | 19,1 % |